# 莫羅佐夫斯克區

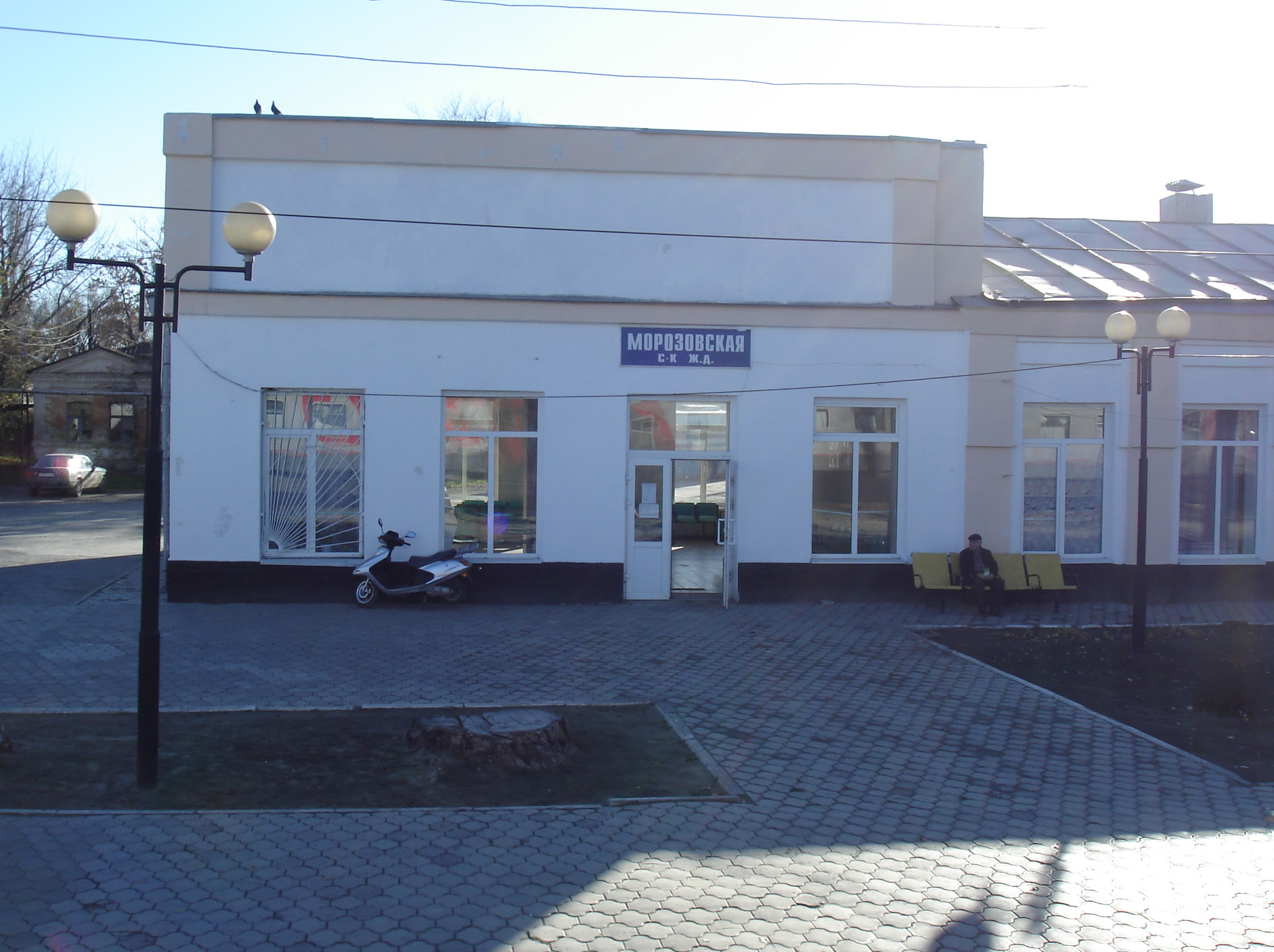

48°21′N 41°50′E / 48.350°N 41.833°E
莫羅佐夫斯克區（俄语：Морозовский район），是俄羅斯的一個區，位於該國西南部，由羅斯托夫州負責管轄，面積2,550平方公里，2010年人口42,404，人口密度每平方公里16.63人。